# Valerio Moro
Valerio Moro (1952 — 5 de março de 2020) foi um político italiano, ex-prefeito de Brignano Gera d'Adda entre 2009 e 2014.

## Biografia
Morreu em 5 de março de 2020, vítima do COVID-19, após o surto do novo coronavírus, aos 67 anos de idade.